# Historique du parcours européen du Stade lavallois
 (octobre 2024).
Cette page présente l’historique complet des matchs européens disputés par le Stade lavallois, celui-ci ne comptant qu'une saison, la Coupe UEFA 1983-1984.

## Récapitulatif
|   | Match                            | Score | Score Aller-Retour | Tour                 |
| - | -------------------------------- | ----- | ------------------ | -------------------- |
| 1 | Dynamo Kiev - Stade lavallois    | 0-0   | -                  | 32e de finale aller  |
| 2 | Stade lavallois - Dynamo Kiev    | 1-0   | 1-0                | 32e de finale retour |
| 3 | Austria Vienne - Stade lavallois | 2-0   | -                  | 16e de finale aller  |
| 4 | Stade lavallois - Austria Vienne | 3-3   | 3-5                | 16e de finale retour |

## Déroulement

### Trente-deuxièmes de finale
| Équipes         | Dynamo Kiev - Stade lavallois |
| Score           | 0 - 0 |
| Date            | 14 septembre 1983 |
| Stade           | Respublikanskiy Stadium, Kiev |
| Arbitre         | Erkan Göksel |
| Buts            | 0-0 |
| Dynamo Kiev     | Mikhaïlo Mikhaïlov, Vladimir Lozinsky, Oleg Kuznetsov, Sergueï Baltatcha, Tchernikov, Leonid Buryak puis Aleksandr Zavarov 64e, Andreï Bal, Anatoli Demyanenko, Viktor Khlus, Vadim Evtuchenko, Oleg Blokhine Entraineur : Iouri Morozov |
| Stade lavallois | Jean-Michel Godart, Patrice Bozon, Jean-Marc Miton, Loïc Pérard, Michel Sorin, Thierry Goudet, Jean-Paul Rabier, José Souto, Klaus-Dieter Jank, Oumar Sène puis Robert Buigues 85e, Éric Stefanini Entraineur : Michel Le Milinaire      |

Alors que le club lutte chaque année pour son maintien en première division, il réalise une bonne saison en obtenant une qualification pour la Coupe de l'UEFA au nez et à la barbe de l'AS Monaco à la suite d'une 5e place au classement du championnat de football D1 de France. Le Stade lavallois qualifié, rencontre pour son premier match (en 2 tours) en coupe UEFA le Dynamo de Kiev. Le Dynamo Kiev compte dans ses rangs un grand nombre de joueurs de l'équipe nationale d'URSS, dont Oleg Blokhine, ballon d'or 1975. Lors des deux années précédentes, l'équipe est sortie deux fois de suite lors des quarts de finale de la Coupe des Champions contre le futur vainqueur : Aston Villa en 1981-82, Hambourg en 1982-83. Le Stade lavallois, sorti du Championnat de France Amateurs en 1970, a obtenu le statut professionnel lors de son accession à la D1 en 1976. Son gardien Jean-Michel Godart a rejoint l'équipe cette même année en provenance de l'équipe de D2 de Nœux-les-Mines, qui descendait alors en D3. La moitié des joueurs composant l'équipe provient du centre de formation du club, il n'y a aucun international A français.
Pour sa préparation, Michel Le Milinaire était allé en août superviser l'équipe adverse à la Corogne lors d'un tournoi de football rassemblant le Real de Madrid, Bilbao, Penarol et le Dynamo de Kiev. Il en est revenu très impressionné par les talents individuels de cette équipe. Le 14 septembre 1983, les Mayennais obtiennent un très bon résultat en prévision du match retour avec un match nul (0 à 0). Ce résultat obtenu en Ukraine eu alors un énorme retentissement en France compte tenu de la différence entre les deux équipes.
| Équipes         | Stade lavallois - Dynamo Kiev |
| Score           | 1 - 0 (0 - 0) |
| Date            | 28 septembre 1983 |
| Stade           | Stade Francis-Le-Basser, Laval |
| Arbitre         | Ulrich Nyffenegger |
| Buts            | 33e José Souto 1-0 |
| Stade lavallois | Jean-Michel Godart, Patrice Bozon, Jean-Marc Miton, Loïc Pérard, Michel Sorin, Thierry Goudet, Jean-Paul Rabier, José Souto, Klaus-Dieter Jank puis Jacky Paillard 85e, Oumar Sène, Éric Stefanini Entraineur : Michel Le Milinaire |
| Dynamo Kiev     | Mikhaïlo Mikhaïlov, Oleg Kuznetsov, Sergueï Baltatcha, Vasil Evseev, Anatoli Demyanenko, Vladimir Lozinsky, Oleg Blokhine, Andreï Bal, Leonid Buryak, Vadim Evtuchenko, Aleksandr Zavarov Entraineur : Iouri Morozov                |

Le match retour mobilisa la France entière. 42 journalistes étaient présents dans la tribune de presse du stade Le Basser. Ce match fut télévisé en France et en URSS. Devant environ 16 500 spectateurs et Michel Hidalgo, entraîneur de l'équipe de France, le Stade lavallois gagnait 1 à 0. L'effet de surprise fonctionna et l'enthousiasme, la générosité, et la jeunesse de l'équipe surprirent les Ukrainiens. Après le but de Souto, l'équipe défend son but pendant plus d'une heure. Cette victoire fut saluée dans toute la France : de nombreux fax arrivèrent au club dans les jours qui suivirent le match. Le gardien de l'équipe lavalloise déclara à la fin du match : « Ils nous ont pris pour des Schtroumpfs, on les a bien schtroumpfés !, ainsi que Nous sommes peut-être les smicards de la 1re Division mais nous avons su nous défoncer (…) Nous avons su tenir jusqu’au bout et qu’en ce sens il faut rendre hommage non seulement à toute l’équipe mais encore au public. Fantastique. Je ne crois pas trop exagéré en disant que c’est lui qui nous a tenu le match pendant le dernier quart d’heure. » Le Dynamo Kiev effectua un rapport contre l'arbitre qui avait notamment refusé un but de Aleksandr Zavarov en deuxième mi-temps.
En 2013 le magazine So Foot place ce match dans le Top 100 des matches de légende.

### Seizièmes de finale
| Équipes         | Austria Vienne - Stade lavallois |
| Score           | 2 - 0 |
| Date            | 19 octobre 1983 |
| Stade           | Stade Franz-Horr, Vienne (Autriche) |
| Arbitre         | Yordan Zhezhov |
| Buts            | 19e Herbert Prohaska (s.p.) 1-0, 44e Magyar 2-0 |
| Austria Vienne  | Friedrich Koncilia, Robert Sara, Zore, Karl Daxbacher, Ernst Baumeister, Drabits puis Fritz Drazan 30e, puis Anton Polster 81e, Herbert Prohaska, Džemal Mustedanagić, Tibor Nyilasi, Magyar Entraineur : Wenzel Halama                                      |
| Stade lavallois | Jean-Michel Godart, Patrice Bozon, Jean-Marc Miton, Loïc Pérard, Michel Sorin,Thierry Goudet, Jean-Paul Rabier, José Souto, Klaus-Dieter Jank puis Carl Thordarsson 73e, Oumar Sène, Éric Stefanini puis Robert Buigues 84e Entraineur : Michel Le Milinaire |

Le 30 septembre 1983, le tirage au sort donne l’Austria Vienne, deuxième du championnat autrichien.
Le premier match (en 2 tours) se jouait entre l'Austria de Vienne et le Stade lavallois. Pour le match aller du 19 octobre 1983, environ une cinquantaine de supporters et une vingtaine de journalistes ont effectué le voyage en Autriche. Arrivés le 18 octobre, l'équipe du Stade lavallois s'entraîna pendant une heure environ au stade Franz-Horr. L'équipe de Vienne comptait dans ses rangs cinq joueurs internationaux, dont Herbert Prohaska et le hongrois Tibor Nyilasi. Le match se solde par une défaite du Stade lavallois 2 à 0. Après cette défaite, les Lavallois repartirent le soir du match et arrivèrent vers 5h à Laval.
| Équipes         | Stade lavallois - Austria Vienne |
| Score           | 3 - 3 (0 - 2) |
| Date            | 2 novembre 1983 |
| Stade           | Stade Francis-Le-Basser, Laval |
| Arbitre         | George Courtney |
| Buts            | 21e Oumar Sène 1-0, 38e Jean-Marc Miton 2-0, 42e Éric Stefanini 3-0, 53e Ernst Baumeister 3-1, 56e Ernst Baumeister 3-2, 66e Loïc Pérard (csc) 3-3 |
| Stade lavallois | Jean-Michel Godart, Loïc Pérard puis Christian Felci 80e, Michel Sorin, Patrice Bozon, Jean-Marc Miton, Jean-Paul Rabier, Thierry Goudet, José Souto, Carl Thordarsson, Oumar Sène, Éric Stefanini puis Klaus-Dieter Jank 81e Entraineur : Michel Le Milinaire |
| Austria Vienne  | Friedrich Koncilia, Robert Sara, Zore, Karl Daxbacher, Josef Degeorgi, Herbert Prohaska, Džemal Mustedanagić, Ernst Baumeister puis Anton Polster 83e, Magyar puis Drabits 78e, Fritz Drazan, Tibor Nyilasi Entraineur : Wenzel Halama                         |

Le 2 novembre 1983, le match retour allait être intense en émotions : la Une d’Ouest-France titre le 2 novembre : Trois buts indispensables pour Laval. L’engouement est énorme. Le match est télévisé en France par TF1. Devant environ 17 000 spectateurs, un stade archi-comble pour l'occasion et des millions de téléspectateurs, en première mi-temps, le Stade lavallois pratiqua un football attrayant et efficace. Il menait 3 à 0 à la pause. À la 15e minute, sur un centre de Stefanini, Omar Séné reprit le ballon de la tête. Puis, à la 40e minute, après un centre de Goudet, Miton marqua le second but lavallois. Deux minutes plus tard, c'est Stefanini qui, âgé de 20 ans, d'une reprise de volée extraordinaire à 30 m, conclut cette première mi-temps.
Les Lavallois étaient alors qualifiés. Lors de la seconde mi-temps, sur un corner concédé par Pérard, Baumeister réduisit l'écart après un cafouillage dans la surface lavalloise. Puis, deux minutes plus tard, ce même Baumeister marqua le second but autrichien. Puis, à la 68e minute, Pérard, menacé par Nyalasi, inscrit un troisième but contre son camp. Les Lavallois ne décrochent pas une victoire de prestige.